# Горный (Гаринский муниципальный округ)
Горный — посёлок в Гаринском городском округе Свердловской области России.

## Географическое положение
Посёлок Горный муниципального образования «Гаринский городской округ» расположена в 9 километрах (по автодороге в 11 километрах) к северо-востоку от посёлка Гари, в лесной местности на правом берегу реки Сосьва, в истоке реки Ченга (левый приток реки Линтовка). В окрестностях посёлка, в 0,5 километре на юго-восток расположено озеро Попова.

## Население
| 2002 | 2010 | 2021 |
| ---- | ---- | ---- |
| 95   | ↘76  | ↘28  |